# Muara Sabak Ilir
Muara Sabak Ilir is een bestuurslaag in het regentschap Tanjung Jabung Timur van de provincie Jambi, Indonesië. Muara Sabak Ilir telt 3549 inwoners (volkstelling 2010).